# Challenger de Arad
El BRD Arad Challenger es un torneo profesional de tenis. Pertenece al ATP Challenger Series. Se juega desde el año 2010 sobre pistas de tierra batida, en Arad, Rumania.

## Palmarés

### Individuales
| Año  | Campeón        | Finalista      | Resultado     |
| ---- | -------------- | -------------- | ------------- |
| 2014 | Damir Džumhur  | Pere Riba      | 6-4, 7-63     |
| 2013 | Adrian Ungur   | Marius Copil   | 6-4, 7-63     |
| 2012 | Facundo Bagnis | Victor Hănescu | 6-4, 6-4      |
| 2011 | No se disputó  | No se disputó  | No se disputó |
| 2010 | David Guez     | Benoît Paire   | 6-3, 6-1      |

### Dobles
| Año  | Campeones                                  | Finalistas                           | Resultado       |
| ---- | ------------------------------------------ | ------------------------------------ | --------------- |
| 2014 | Franko Škugor Antonio Veić                 | Radu Albot Artem Sitak               | 6-4, 7-63       |
| 2013 | Franko Škugor Antonio Veić                 | Facundo Bagnis Julio César Campozano | 7-65,4-6, 11-9  |
| 2012 | Nikola Mektić Antonio Veić                 | Marin Draganja Dino Marcan           | 7-65, 4-6, 10-3 |
| 2011 | No se disputó                              | No se disputó                        | No se disputó   |
| 2010 | Daniel Muñoz-de la Nava Sergio Pérez-Pérez | Franko Škugor Ivan Zovko             | 6-4, 6-1        |

- Datos: Q3621221